# Цирк (фильм, 1936)
«Цирк» — советский комедийный музыкальный художественный фильм, поставленный в 1936 году режиссёром Григорием Александровым по сценарию, основанному на пьесе Ильи Ильфа, Евгения Петрова и Валентина Катаева «Под куполом цирка» для Московского мюзик-холла. Авторы пьесы убрали свои имена из титров из-за несогласия с режиссёрской трактовкой.

## Сюжет
Действие происходит в СССР в 1930-е годы. Американский цирковой аттракцион «Полёт на Луну» приезжает на гастроли в СССР. Звезда номера Мэрион Диксон пользуется огромным успехом у советских зрителей. Но создатель номера немец Франц фон Кнейшиц, зная факты её личной жизни (у неё, белой женщины, — внебрачный чернокожий сын), шантажирует и эксплуатирует артистку.
Руководство советского цирка начинает готовить собственный оригинальный номер, который может по эффектности затмить американский. Фон Кнейшиц, чтобы не потерять контракт, устраивает «диверсию» против советских артистов, а когда его план рушится — пытается опозорить Мэрион перед публикой. В итоге интригана с позором прогоняют, а Мэрион и её маленький сын-негритёнок находят в СССР свою новую Родину и любовь.

## В ролях
- Любовь Орлова — Мэрион Диксон

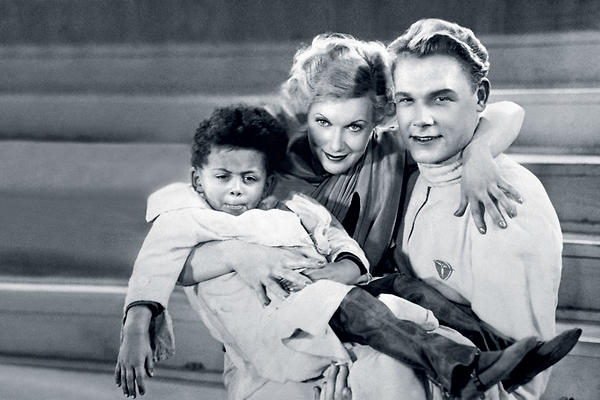
Мэрион Диксон, Иван Мартынов и Джимми

- Евгения Мельникова — Раечка, дочь директора цирка
- Владимир Володин — директор цирка
- Сергей Столяров — Иван Мартынов
- Павел Массальский — Франц фон Кнейшиц, предприниматель
- Александр Комиссаров — Шурик Скамейкин, конструктор-любитель
- Фёдор Курихин — капитан Борнео, дрессировщик
- Джеймс Паттерсон — сын Мэрион Диксон. В 1994 году вместе с матерью эмигрировал в США[1] и поселился в районе Вашингтона[2].

## Съёмочная группа
- Режиссёр — Григорий Александров
- Композитор — Исаак Дунаевский
- Оператор — Борис Петров
- Сорежиссёр — Исидор Симков
- Ассистенты режиссёра — Н. Добрянская, К. Жуковский
- Звукооператор — Н. Тимарцев
- Художник — Георгий Гривцов
- Текст песен — Василий Лебедев-Кумач
- Директор производства — Захар Даревский

## Создание

### Предыстория
В 1934 году Григория Александрова заинтересовала написанная Ильёй Ильфом и Евгением Петровым в соавторстве с Валентином Катаевым пьеса «Под куполом цирка». 23 декабря 1934 года в Московском мюзик-холле состоялось её первое представление, которое почти совпало по времени с премьерой фильма Александрова «Весёлые ребята». Эта комедийная пьеса и легла в основу сценария нового фильма, которому Александров дал название «Цирк».
Первоначально Ильф и Петров благожелательно отнеслись к начавшимся съёмкам картины. Но после возвращения в СССР в начале 1936 года после четырёхмесячного путешествия по Соединённым Штатам Америки оба автора критически восприняли изменения и дополнения, за время их отсутствия внесённые в сценарий «Цирка» Александровым, который фактически создал режиссёрскую версию сценария. В ответ на их недовольство режиссёр отказался возвращаться к первоначальному варианту сценария, что привело к беспрецедентному в советском кинематографе шагу со стороны Ильфа и Петрова — требованию убрать их фамилии из титров фильма с формулировкой «по соображениям творческих разногласий с режиссёром». При этом оба автора полностью сохранили свои права в отношении юридических оснований на получение авторских отчислений.

### Прокат
Фильм вышел в прокат 23 мая 1936 года. Зрительская аудитория фильма «Цирк» за первый месяц проката в Москве и Ленинграде составила более 5 млн человек.

## Музыка и песни
Музыка Исаака Дунаевского. «Песня о Родине» («Широка страна моя родная…») — одна из самых популярных и узнаваемых советских мелодий, звучавшая как марш во время демонстраций и парадов. В 1930-х годах обсуждалась возможность сделать эту песню гимном Советского Союза.
Мелодия песни «А ну-ка песню нам пропой, весёлый ветер» не вошла в фильм и впоследствии была использована в картине «Дети капитана Гранта» (Песенка Роберта).
- «Выходной марш» (самый известный из этого фильма )
- «Песня на пушке» («Мэри верит в чудеса…»)
- «Песня о Родине» («Широка страна моя родная»)
- «Весь век мы поём»
- «Лунный вальс»
- «Колыбельная» («Сон приходит на порог»)

Музыка и песни из кинофильма выпускались на грампластинках «Грампласттрест» московским и апрелевским заводами. С середины 1960-х они выпускались на пластинках фирмой «Мелодия». Позднее песни из фильма выпускались на аудиокассетах (в СССР — на кассетах «Свема»). В 1977 году мелодия «Выходной марш» была использована в качестве фоновой музыки в предыстории одиннадцатого выпуска мультсериала «Ну, погоди!»

## Съёмки
- Фильм не раз подвергался редактированию: в 1950-е годы подправлялись финальные кадры во время исполнения «Песни о Родине», при «восстановлении» картины в конце 1960-х годов финальные кадры были существенно переделаны, а картина в целом была переозвучена. К примеру, роль С. Столярова переозвучил его сын, Кирилл Столяров, роль В. Володина — Иван Рыжов, Любовь Орлова переозвучивала свою роль сама. «Сталинский» вариант картины показали по российскому телевидению в начале 1990-х годов в рубрике «Киноправда?».
- Из картины в начале 1953 года был удалён куплет колыбельной на идише, который пел Соломон Михоэлс, и сам фрагмент с его участием. После смерти Сталина его вернули в картину.
- В одном из эпизодов фильма можно увидеть панораму Красной площади с двуглавыми орлами на кремлёвских башнях. В другой сцене на календаре видна дата: понедельник, 29 апреля 1935 года. В октябре того же года двуглавые орлы были демонтированы и заменены пятиконечными звездами.
- «Охотный Ряд» стал первой станцией Московского метрополитена, снятой в кино: его изображение появилось на экране в фильме «Цирк» (1936)[6][7].

## Издание на видео
В СССР и России с 1990 года фильм выпущен на видеокассетах VHS кинообъединением «Крупный план». Также выпущен на VHS компанией «Формат А». В начале 2000-х годов перевыпущен на VHS компанией «Мастер Тэйп».
28 октября 2004 года фильм отреставрирован и выпущен на DVD студией «Союз видео», позже компанией «Мастер Тэйп», в 2005 году — компанией «Ретро-клуб» в системе звука Dolby Digital 2.0.
В начале 2007 года состоялась коллекционное 4-дисковое издание фильмов Любови Орловой «Весёлые ребята», «Встреча на Эльбе», «Волга-Волга» и «Цирк» в «Ретро коллекции» компанией «Видеобаза». Фильм также выпущен на DVD компаниями «Восток В», «Видеобаза» и «Мьюзик Трэйд». 3 сентября 2007 года фильм выпущен на DVD дистрибьютором «ИДДК». Также фильм выпущен на DVD дистрибьютором «Новый Диск».

## Колоризация
4 ноября 2011 года на Первом канале была показана цветная версия фильма. Колоризирован отредактированный в 1950-е вариант, ранее издававшийся на VHS объединением «Крупный план» в серии «Киноклассика России». Работы по колоризации вела фирма «Формула цвета». Фильм был полностью раскрашен и отреставрирован, изображение очищено от царапин на плёнке, улучшен звук.